# Ана Дурловскі
Ана Дурловскі (мак. Ана Дурловски, нар. 1978, Штип, СФРЮ) — македонська оперна співачка (колоратурне сопрано). Закінчила Університет св. Кирила і Мефодія (факультет музики).